# Royal Excelsior Athletic Club Sint-Niklaas
Ne pas confondre avec le Sint-Niklaasse SK, un autre club de football basé à St-Nicolas, avec lequel l'Excelsior fusionne en 1989.
Maillots
Dernière mise à jour : 4 juillet 2011.
Le Royal Excelsior Athletic Club Sint-Niklaas est un ancien club de football belge, localisé à Saint-Nicolas (Sint-Niklaas en néerlandais), en Flandre-Orientale. Le club est fondé en 1922, et disparaît dans une fusion avec son voisin du SK pour former le Sint-Niklaasse SK Excelsior en 1989.

## Histoire
En 1912, un club du nom de Football Club Excelsior Saint-Nicolas est fondé dans la localité, et choisit comme couleur le blanc et le noir. Le club s'affilie à l'Union Belge en 1918, mais cesses ses activités en 1921 et est radié par la Fédération, un an après la création d'un autre club dans la ville, le Sint-Niklaassche Sportkring.
En 1922, le club est reconstitué sous le nom Excelsior Football Club Sint-Niklaas, et s'affilie à la Fédération le 13 septembre 1922. En décembre 1926, le club reçoit le matricule 239. Un an plus tard, il change son nom en Excelsior Athletic Club Sint-Niklaas. Le club est reconnu Société Royale en 1936, ce qui tend à démontrer qu'il s'agit bien du même club que le « premier » Excelsior, reconstitué après un an d'inactivité. C'est avec ce titre qu'il rejoint les séries nationales lors de la saison 1936-1937 en Promotion, alors troisième et dernier niveau national. Il se retrouve versé dans la même série que l'autre club de la ville, le Sint-Niklaassche SK. Après trois ans, le club est renvoyé vers les séries régionales.
Juste après la Seconde Guerre mondiale, l'Excelsior remonte en Promotion pour la saison 1945-1946. Il joue à ce niveau sept saisons, mais une quatorzième place finale en 1952 le condamne à la relégation. Il ne retourne néanmoins pas vers les séries provinciales, la Fédération ayant décide de créer un nouveau niveau national à partir de la saison suivante. L'Excelsior est donc relégué de Promotion vers la... Promotion, mais cette fois au quatrième niveau national.
L'Excelsior remporte sa série de Promotion dès la première saison, et revient en Division 3. Il joue deux ans à ce niveau, puis est de nouveau relégué au terme de la saison 1954-1955. Le club ne parvient pas à se maintenir en Promotion, et après une saison, il est relégué vers les séries provinciales. Il ne reviendra plus jamais en « nationales ».
En 1989, le club est absorbé par son puissant voisin du Sportkring, porteur du matricule 221, qui vient juste de remonter en Division 2. Le club fusionné est baptisé Koninklijke Sint-Niklase SK Excelsior, et conserve le matricule, les couleurs et le stade du SK. Le matricule 239 de l'Excelsior est radié par la Fédération.

## Anciens joueurs
- Regi Van Acker

## Palmarès
- 1 fois champion de Belgique de Promotion en 1953

## Classements en séries nationales
Statistiques clôturées, club disparu

### Bilan
| Niv | Divisions    | Jouées | Titres | TM Up | TM Down |
| --- | ------------ | ------ | ------ | ----- | ------- |
| I   | 1e nationale | 0      | 0      |       |         |
| II  | 2e nationale | 0      | 0      |       |         |
| III | 3e nationale | 12     | 0      |       |         |
| IV  | 4e nationale | 2      | 1      |       |         |
|     |              |        |        |       |         |
|     | TOTAUX       | 14     | 1      |       |         |

- TM Up= test-match pour départager des égalités, ou toutes formes de Barrages ou de Tour final pour une montée éventuelle.
- TM Down= test-match pour départager des égalités, ou toutes formes de Barrages ou de Tour final pour le maintien.

### Classements
| Ordre | Saison  | Nom du club                     | Niveau                     | Classement final | Remarques                         |
| ----- | ------- | ------------------------------- | -------------------------- | ---------------- | --------------------------------- |
| 1     | 1936-37 | R. Excelsior AC St-Niklaas      | Promotion (D3) série D     | 8e/14            |                                   |
| 2     | 1937-38 | R. Excelsior AC St-Niklaas      | Promotion (D3) série D     | 11e/14           |                                   |
| 3     | 1938-39 | R. Excelsior AC St-Niklaas      | Promotion (D3) série C     | 13e/14           | Relégué !                         |
|       |         |                                 |                            |                  | séries régionales                 |
| 4     | 1945-46 | R. Excelsior AC St-Niklaas      | Promotion (D3) série A     | 9e/18            |                                   |
| 5     | 1946-47 | R. Excelsior AC St-Niklaas      | Promotion (D3) série B     | 6e/18            |                                   |
| 6     | 1947-48 | R. Excelsior AC St-Niklaas      | Promotion (D3) série D     | 12e/16           |                                   |
| 7     | 1948-49 | R. Excelsior AC St-Niklaas      | Promotion (D3) série B     | 8e/16            |                                   |
| 8     | 1949-50 | R. Excelsior AC St-Niklaas      | Promotion (D3) série B     | 5e/16            |                                   |
| 9     | 1950-51 | R. Excelsior AC St-Niklaas      | Promotion (D3) série B     | 13e/16           |                                   |
| 10    | 1951-52 | R. Excelsior AC St-Niklaas      | Promotion (D3) série B     | 14e/16           | Relégué de Promotion en Promotion |
| 11    | 1952-53 | R. Excelsior AC St-Niklaas      | Promotion série A          | Champion         | Promu !                           |
| 12    | 1953-54 | R. Excelsior AC St-Niklaas      | Division 3 série A         | 14e/16           |                                   |
| 13    | 1954-55 | R. Excelsior AC St-Niklaas      | Division 3 série B         | 16e/16           | Relégué !                         |
| 14    | 1955-56 | R. Excelsior AC St-Niklaas      | Promotion série B          | 15e/16           | Relégué !                         |
|       |         |                                 |                            |                  | séries provinciales               |
|       | 1989    | Fusion avec K. Sint-Niklaase SK | Le matricule 239 disparaît |                  |                                   |